# Roland Dotzert
Roland Dotzert (* 23. März 1947; † 17. August 2024 in Darmstadt) war ein deutscher Verwaltungsbeamter und Darmstädter Heimatforscher.

## Leben
Roland Dotzert, Sohn des Stadtverordneten und -rats Paul Dotzert, kam 1963 zur Darmstädter Stadtverwaltung. Er war von 1986 bis 1999 Kulturamtsleiter und danach Leiter des Hauptamts der Stadt Darmstadt. Zudem hatte er das Amt eines Leitenden Magistratsdirektors inne. 2006 übernahm er kommissarisch die Geschäftsführung der Stadt- und Touristikmarketing-Gesellschaft „Pro Regio“. Nach fast 50 Jahren Tätigkeit in der Darmstädter Verwaltung trat er im Jahre 2012 in den Ruhestand. Dotzert war in mehreren Darmstädter Vereinen aktiv (unter anderem beim Heimatverein Darmstädter Heiner, dem Waldkunstverein und der Deutschen Lebens-Rettungs-Gesellschaft), widmete sich der Pflege und Bewahrung der Darmstädter Mundart und war Mitorganisator des Heinerfestes. Dem Verein „Buch des Monats“, der für die Verleihung der gleichnamigen städtischen Auszeichnung verantwortlich ist, saß er vor.
Roland Dotzert war verheiratet und wohnte in Darmstadt-Bessungen. Er hinterließ eine Frau und zwei Kinder. Sein Wörterbuch des Heinerdialekts, dessen Entwurf 2023 rund 8300 Wörter zählte, blieb unvollendet. Seit 1966 war er Mitglied der SPD. Roland Dotzert starb am 17. August 2024 im Alter von 77 Jahren.

## Werk und Rezeption
Dotzert bildete seit 2001 gemeinsam mit Stadtarchivar Peter Engels und Anke Leonhardt das Redaktionsteam des Stadtlexikons Darmstadt, eines Nachschlagewerks zur Stadtgeschichte und -gegenwart, das in seiner 2006 beim Konrad-Theiss-Verlag erschienenen Druckfassung auf 1080 Seiten circa 1800 Schlagwörter umfasst und seit 2016 in überarbeiteter Form auch online verfügbar ist. Der Frankfurter Allgemeinen Zeitung zufolge handelte es sich zum Zeitpunkt des Erscheinens um ein „aktuelles, mit vielen Zukunftsthemen befaßtes Konversationslexikon für Bürger“.
In seiner 2007 in der Darmstädter Schriftenreihe des Justus-von-Liebig-Verlags veröffentlichten Dokumentation Die Darmstädter Kommunalpolitik seit 1945 stellt Dotzert Informationen über Oberbürgermeister, Magistrate, Dezernenten, Fraktionen, Ausschüsse sowie sämtliche 550 Stadtverordneten und 130 Stadträte seit Ende des Zweiten Weltkriegs zusammen. Vorangestellt ist eine Erläuterung der kommunalen Verwaltungsstruktur und -arbeitsweise. Laut FAZ-Rezensent Rainer Hein stellt das Buch „in gewisser Hinsicht ein Lebenswerk“ dar, weil Dotzert 44 der 60 Jahre, die er dokumentiert, miterlebt habe. Wenngleich das Buch weder ein „Polit-Krimi“ sei noch „aufschlussreiche Geschichten aus dem Verwaltungsleben“ enthalte, sei Dotzert, der mit „solide[n] Fakten“ aufwarte und sich „aller politischen und persönlichen Bewertungen“ enthalte, „ebenso korrekt geblieben, wie er es als Amtsleiter ist“.

## Ehrungen
- 2014: Bronzene Verdienstplakette der Stadt Darmstadt[1]
- 2023: „Bekennender Heiner“ des Heinerfestes[13] für seine profunde Kenntnis der Stadtgeschichte und die Herausgabe des Stadtlexikons Darmstadt (mit Peter Engels)[14]

## Schriften (Auswahl)
- Emmy Hoch, Erich Eck: Kunst im öffentlichen Raum in Darmstadt. 1641–1994. Stadt Darmstadt, Darmstadt 1994, DNB 943622360 (Herausgegeben von Klaus Wolbert und Roland Dotzert).
- mit Peter Engels und Anke Leonhardt (Red.): Stadtlexikon Darmstadt. Hrsg. vom Historischen Verein für Hessen im Auftrag des Magistrats der Wissenschaftsstadt Darmstadt. Konrad-Theiss-Verlag, Stuttgart 2006, ISBN 3-8062-1930-3.
- Die Darmstädter Kommunalpolitik seit 1945. Namen – Daten – Fakten. Hrsg. im Auftrag des Magistrats der Stadt Darmstadt. Justus-von-Liebig-Verlag, Darmstadt 2007, ISBN 978-3-87390-224-4.